# Marco Tardelli
Marco Tardelli (* 24. září 1954 Capanne di Careggine, Itálie) je bývalý italský fotbalový záložník a trenér. Jako fotbalista Juventusu se stal pětinásobným mistrem ligy, také se stal jedním z prvních vítězů všech evropských pohárů (spolu se svými spoluhráči Cabrinim a Scireou).
Z Itálií získal na MS 1982 získal zlatou medaili a Jako trenér Itálie U21 vyhrál ME U21 2000.

## Klubová kariéra

### Pisa a Como
Fotbalově vyrůstal v San Martinu. Poté v mládí chodil po konkurzech aby jej mohli vzít lepší kluby, jenže v Boloni, ve Fiorentině a také v Miláně jej kvůli jeho proporcím nechtěli. Poté si jej koupila Pisa, kde odehrál v roce 1972 první utkání ve třetí lize. S Nerazzurri hrál dva roky a v roce 1974 odešel do druholigového Coma. Zde odehrál výbornou jednu sezonu.

### Juventus
Po odehrané sezoně v Comě, začali námluvy s Fiorentinou ale zejména z Interem. Nakonec jej koupil Juventus v roce 1975 za 950 milionů lir. Okamžitě jej trenér Parola zařadil na kraj obrany, kde se střídal s Spinosim. Poté byl i záložníkem a tomhle postu měl nejlepší sezonu 1980/81, když vstřelil celkem devět branek. U Bianconeri působil deset let a za tuhle dobu odehrál celkem 379 utkání a vstřelil 52 branek. Celkem získal 11 trofejí. Získal pět titulů v lize (1976/77, 1977/78, 1980/81, 1981/82, 1983/84), dvě vítězství v italském poháru (1978/79, 1982/83) a také získal všechny evropské poháry: PMEZ 1984/85, UEFA 1976/77, PVP 1983/84 a Superpohár UEFA 1984.

### Inter
V létě 1985 kvůli své nespokojenosti s pozicí na hřišti, o které rozhodl trenér Trapattoni, odešel do Interu. U přestupu byl zahrnut i ůtočník Serena + 3,2 miliard lir. Po dvou nevýrazných sezónách, při kterém bylo nejlepší umístění v lize 3. místo v sezoně 1986/87 a semifinále v poháru UEFA 1985/86, odešel do Švýcarského klubu St. Gallen, kde po jedné sezoně v roce 1988 ukončil kariéru.

## Hráčská statistika
| Sezóna  | Klub       | Liga             | Liga   | Liga | Ligové poháry | Ligové poháry | Ligové poháry | Kontinentální poháry | Kontinentální poháry | Kontinentální poháry | Celkem | Celkem |
| Sezóna  | Klub       | Soutěž           | Zápasy | Góly | Soutěž        | Zápasy        | Góly          | Soutěž               | Zápasy               | Góly                 | Zápasy | Góly   |
| ------- | ---------- | ---------------- | ------ | ---- | ------------- | ------------- | ------------- | -------------------- | -------------------- | -------------------- | ------ | ------ |
| 1972/73 | Pisa       | Serie C          | 8      | 2    | -             | 0             | 0             | -                    | 0                    | 0                    | 8      | 2      |
| 1973/74 | Pisa       | Serie C          | 33     | 2    | -             | 0             | 0             | -                    | 0                    | 0                    | 33     | 2      |
| 1974/75 | Como       | Serie B          | 36     | 2    | IP            | 4             | 0             | -                    | 0                    | 0                    | 40     | 2      |
| 1975/76 | Juventus   | Serie A          | 26     | 2    | IP            | 4             | 0             | PMEZ                 | 3                    | 0                    | 33     | 2      |
| 1976/77 | Juventus   | Serie A          | 28     | 4    | IP            | 4             | 1             | UEFA                 | 12                   | 2                    | 44     | 7      |
| 1977/78 | Juventus   | Serie A          | 26     | 4    | IP            | 4             | 1             | PMEZ                 | 6                    | 1                    | 36     | 6      |
| 1978/79 | Juventus   | Serie A          | 29     | 4    | IP            | 9             | 3             | PMEZ                 | 2                    | 0                    | 40     | 7      |
| 1979/80 | Juventus   | Serie A          | 18     | 4    | IP            | 2             | 0             | PVP                  | 7                    | 0                    | 27     | 4      |
| 1980/81 | Juventus   | Serie A          | 28     | 7    | IP            | 6             | 0             | UEFA                 | 3                    | 1                    | 37     | 8      |
| 1981/82 | Juventus   | Serie A          | 22     | 3    | IP            | 4             | 1             | PMEZ                 | 3                    | 0                    | 29     | 4      |
| 1982/83 | Juventus   | Serie A          | 26     | 5    | IP            | 10            | 1             | PMEZ                 | 8                    | 2                    | 44     | 8      |
| 1983/84 | Juventus   | Serie A          | 28     | 0    | IP            | 6             | 1             | PVP                  | 8                    | 1                    | 42     | 2      |
| 1984/85 | Juventus   | Serie A          | 28     | 2    | IP            | 6             | 0             | PMEZ+ES              | 6+1                  | 1+0                  | 43     | 3      |
| 1985/86 | Inter      | Serie A          | 19     | 2    | IP            | 7             | 2             | UEFA                 | 8                    | 3                    | 34     | 7      |
| 1986/87 | Inter      | Serie A          | 24     | 0    | IP            | 7             | 1             | UEFA                 | 6                    | 0                    | 37     | 1      |
| 1987/88 | St. Gallen | Lega Nazionale A | 31     | 1    | ŠP            | 2             | 0             | -                    | 0                    | 0                    | 33     | 1      |
| Celkem  | Celkem     | Celkem           | 410    | 44   | -             | 75            | 11            | -                    | 75                   | 11                   | 560    | 66     |

## Reprezentační kariéra
Za reprezentaci odehrál 81 utkání a vstřelil 6 branek. První utkání odehrál 7. dubna 1976 proti Portugalsku (3:1). Poté se stal základním pilířem záložní řady reprezentace pro turnaje MS 1978 a (ME 1980. Na MS 1982 odehrál všechna utkání a získal zlatou medaili. Ve finále proti NSR vstřelil branku. Po odchodu Zoffa do důchodu v roce 1983 zdědil kapitánskou pásku, kterou nosil v devíti utkání. Dne 25. září 1985 odehrál svůj poslední zápas v reprezentaci proti Norsku (1:2). Ještě byl v nominaci na MS 1986, ale neodehrál žádné ze 4 utkání.

### Statistika na velkých turnajích
| Reprezentace | Rok     | Zápasy                         | Zápasy | Zápasy         | Zápasy           | Zápasy           | Zápasy            |
| Reprezentace | Rok     | Fáze turnaje                   | Datum  | Soupeř         | Odehraných minut | Vstřelené branky | Výsledek          |
| ------------ | ------- | ------------------------------ | ------ | -------------- | ---------------- | ---------------- | ----------------- |
| Itálie       | MS 1978 | 1 zápas ve skupině             | 2. 6.  | Francie        | 90               | 0                | 2:1               |
| Itálie       | MS 1978 | 2 zápas ve skupině             | 6. 6.  | Maďarsko       | 90               | 0                | 3:1               |
| Itálie       | MS 1978 | 3 zápas ve skupině             | 10. 6. | Argentina      | 90               | 0                | 1:0               |
| Itálie       | MS 1978 | 1 zápas v semifinálové skupině | 14. 6. | NSR            | 90               | 0                | 0:0               |
| Itálie       | MS 1978 | 2 zápas v semifinálové skupině | 18. 6. | Rakousko       | 90               | 0                | 1:0               |
| Itálie       | MS 1978 | 3 zápas v semifinálové skupině | 21. 6. | Nizozemí       | 90               | 0                | 1:2               |
| Itálie       | ME 1980 | 1 zápas ve skupině             | 12. 6. | Španělsko      | 90               | 0                | 0:0               |
| Itálie       | ME 1980 | 2 zápas ve skupině             | 15. 6. | Anglie         | 90               | 0                | 1:0               |
| Itálie       | ME 1980 | 3 zápas ve skupině             | 18. 6. | Belgie         | 90               | 0                | 0:0               |
| Itálie       | ME 1980 | o 3. místo                     | 21. 6. | Československo | 120              | 0                | 1:1 (8:9 na pen.) |
| Itálie       | MS 1982 | 1 zápas v první skupin. fáze   | 14. 6. | Polsko         | 90               | 0                | 0:0               |
| Itálie       | MS 1982 | 2 zápas v první skupin. fáze   | 18. 6. | Peru           | 90               | 0                | 1:1               |
| Itálie       | MS 1982 | 3 zápas v první skupin. fáze   | 23. 6. | Kamerun        | 90               | 0                | 1:1               |
| Itálie       | MS 1982 | 1 zápas ve druhé skupin. fáze  | 29. 6. | Argentina      | 90               | 1                | 2:1               |
| Itálie       | MS 1982 | 2 zápas ve druhé skupin. fáze  | 5. 7.  | Brazílie       | 75               | 0                | 3:2               |
| Itálie       | MS 1982 | Semifinále                     | 8. 7.  | Polsko         | 90               | 0                | 2:0               |
| Itálie       | MS 1982 | Finále                         | 11. 7. | NSR            | 90               | 1                | 3:1               |
| Itálie       | MS 1986 | Neodehrál žádné ze 4 utkání    |        |                |                  |                  |                   |

## Hráčské úspěchy

### Klubové
- 5× vítěz italské ligy (1976/77, 1977/78, 1980/81, 1981/82, 1983/84)
- 2× vítěz italského poháru (1978/79, 1982/83)
- 1x vítěz poháru PMEZ (1984/85)
- 1x vítěz poháru UEFA (1976/77)
- 1x vítěz poháru PVP (1983/84)
- 1x vítěz superpoháru UEFA (1984)

### Reprezentační
- 3× na MS (1978, 1982 - zlato, 1986)
- 1× na ME (1980)

### Individuální
- All Stars team na ME 1980
- kandidát na Zlatý míč – nejlepší tým (18. místo v roce 2020)
- člen síně slávy italského fotbalu (2015)

### Vyznamenání
Zlatý límec za sportovní zásluhy (2017)

## Trenérská kariéra
Po fotbalové kariéře se začal věnovat trenéřině. Nejprve se stal trenérem reprezentace Itálie U16 kterou vedl v letech 1988–1990. Poté získal funkci asistenta u Itálie U21, kde zůstal do roku 1993 když získlal své první klubové angažmá ve Serie C|třetiligové Comě. V první sezoně pomohl k postupu do druhé ligy, ve které ale zůstal jednu sezonu. Od sezony 1995/96 působil v Ceseně, kde byl v roce 1996 propuštěn. V téhož roku byl najat Maldinim jako asistent u reprezentace Itálie. V roce 1997 se stal hlavním trenérem reprezentace Itálie U21 se kterou vyhrál ME 2000 a zúčastnil se i OH 2000.
Dne 7. října 2000 se stal trenérem Interu na jednu sezonu a to 2000/01. Poté ještě působil v druholigových klubech Bari a Arezzo. Poslední angažmá měl u reprezentace Irska, kde působil v letech 2008–2013 jako asistent u trenéra Trapattoniho.

### Statistika
| Sezóna  | Klub   | Liga     | Liga   | Liga  | Liga   | Liga   | Liga                                | Ligové poháry | Ligové poháry | Ligové poháry | Ligové poháry | Ligové poháry | Ligové poháry | Kontinentální poháry | Kontinentální poháry | Kontinentální poháry | Kontinentální poháry | Kontinentální poháry | Kontinentální poháry | Celkem | Celkem | Celkem | Celkem |
| Sezóna  | Klub   | Soutěž   | Zápasy | Výhry | Remízy | Prohry | Umístění                            | Soutěž        | Zápasy        | Výhry         | Remízy        | Prohry        | Úspěch        | Soutěž               | Zápasy               | Výhry                | Remízy               | Prohry               | Úspěch               | Zápasy | Výhry  | Remízy | Prohry |
| ------- | ------ | -------- | ------ | ----- | ------ | ------ | ----------------------------------- | ------------- | ------------- | ------------- | ------------- | ------------- | ------------- | -------------------- | -------------------- | -------------------- | -------------------- | -------------------- | -------------------- | ------ | ------ | ------ | ------ |
| 1993/94 | Como   | Serie C1 | 37     | 15    | 13     | 9      | 5. místo (postup)                   | IP            | 1             | 0             | 0             | 1             | -             | -                    | 0                    | 0                    | 0                    | 0                    | -                    | 38     | 15     | 13     | 10     |
| 1994/95 | Como   | Serie B  | 38     | 7     | 12     | 19     | 19. místo (sestup)                  | IP            | 3             | 1             | 0             | 2             | -             | -                    | 0                    | 0                    | 0                    | 0                    | -                    | 41     | 8      | 12     | 21     |
| 1995/96 | Cesena | Serie B  | 38     | 13    | 10     | 15     | 10. místo                           | IP            | 1             | 0             | 0             | 1             | -             | -                    | 0                    | 0                    | 0                    | 0                    | -                    | 39     | 13     | 10     | 16     |
| 1996    | Cesena | Serie B  | 8      | 1     | 4      | 3      | propuštěn v říj.                    | IP            | 3             | 2             | 0             | 1             | -             | -                    | 0                    | 0                    | 0                    | 0                    | -                    | 11     | 3      | 4      | 4      |
| 2000/01 | Inter  | Serie A  | 33     | 14    | 9      | 10     | nastoupil v říj., 5. místo          | IP            | 2             | 0             | 1             | 1             | -             | UEFA                 | 6                    | 1                    | 4                    | 1                    | -                    | 41     | 15     | 14     | 12     |
| 2003    | Bari   | Serie B  | 22     | 8     | 10     | 4      | nastoupil v led.,11. místo          | IP            | 0             | 0             | 0             | 0             | -             | -                    | 0                    | 0                    | 0                    | 0                    | -                    | 22     | 8      | 10     | 4      |
| 2005    | Arezzo | Serie B  | 6      | 2     | 1      | 3      | nastoupil v bře. a propuštěn v dub. | IP            | 0             | 0             | 0             | 0             | -             | -                    | 0                    | 0                    | 0                    | 0                    | -                    | 6      | 2      | 1      | 3      |
| Celkem  | Celkem | Celkem   | 182    | 60    | 59     | 63     | -                                   | -             | 10            | 3             | 1             | 6             | -             | -                    | 6                    | 1                    | 4                    | 1                    | -                    | 198    | 64     | 64     | 70     |

### Úspěchy
- 1× na ME U21 (2000 - zlato)
- 1× na OH (2000)